# Шоссе смерти

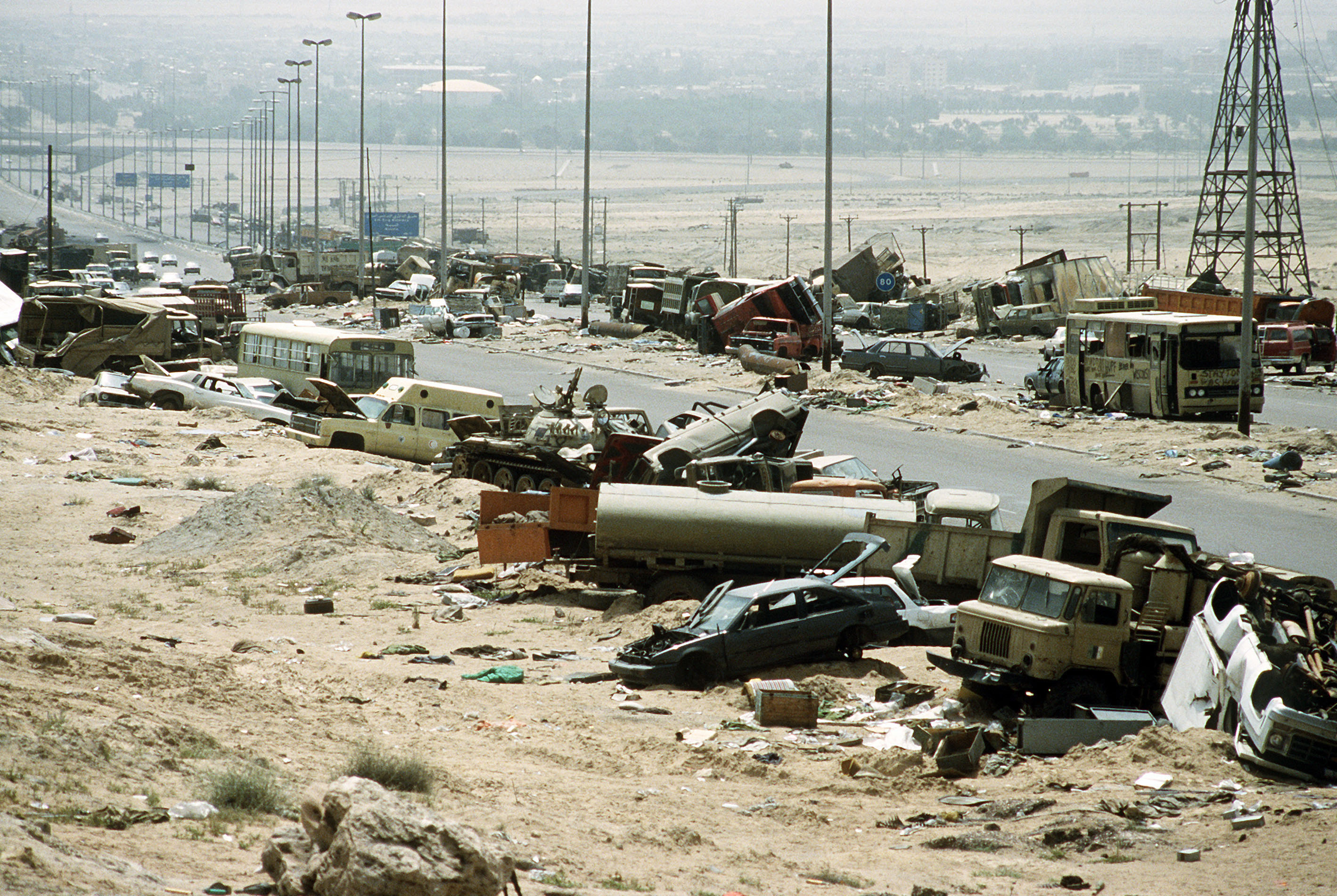
Один из участков «Шоссе смерти». Апрель 1991 года

Шоссе смерти (англ. Highway of Death, также во множественном числе highways of death) — название, данное западными журналистами одному из финальных эпизодов войны в Персидском заливе. В ночь с 26 на 27 февраля 1991 года в результате массированных авианалётов авиации США и их союзников, на двух шоссе между Эль-Кувейтом и иракской границей были уничтожены тысячи автомобилей и единиц бронетехники, на которых иракская армия и мирные жители отступали из Кувейта. На шоссе 80 в окрестностях Эль-Джахры было сожжено авиаударами или брошено водителями около 1400 автомобилей и другой техники. Такая же атака была в ту же ночь предпринята на параллельном приморском шоссе, на котором также было уничтожено или брошено ещё до 400 единиц техники, поэтому название «шоссе смерти» может относиться к обеим трассам. Фотографии и телесъёмки «шоссе смерти» стали яркими медийными образами операции «Буря в пустыне».

## История
Оба «шоссе смерти» пролегают по территории Кувейта и Ирака. Шестиполосное шоссе 80 связывало между собой Эль-Джахру, пограничный иракский город Сафван и Басру. Другое шоссе вело из Эль-Джахры в Умм-Каср вдоль моря. Во время вторжения в Кувейт в 1990 году Ирак воспользовался шоссе, чтобы быстро передвинуть войска на территорию эмирата.
Наземное наступление сил Многонациональной коалиции, направленное на освобождение Кувейта, началось 24 февраля 1991 года. К этому времени иракские войска на линии фронта были практически отрезаны от тылового снабжения в результате действий коалиционной авиации и деморализованы. Некоторые подразделения пытались оказать сопротивление, но многие предпочли сдаться или отступить. Ситуация для иракских сил в Кувейте ухудшалась с каждым часом. 26 февраля президент Саддам Хусейн объявил о выводе всех иракских сил из страны. В тот же день войска арабских стран, поддерживаемые морской пехотой США, были в Эль-Кувейте. В иракской пустыне западнее Кувейта стремительно наступал 7-й армейский корпус США, в дальнейшем повернувший на восток и начавший продвижение к Басре, что грозило всем иракским силам в Кувейте полным окружением. Иракская оборона развалилась; многие солдаты, завладев первым попавшимся автотранспортом, пытались покинуть Кувейт по шоссе 80. При этом образовались многочисленные пробки. В числе оказавшихся на «шоссе смерти» машин были не только бронетехника и артиллерийские орудия, но также пожарные и полицейские машины, фургоны, лимузины, частные автомобили, даже бульдозер. На отрезке шоссе 80 за Эль-Джахрой образовалась многокилометровая пробка, ставшая легкой мишенью для налетов американской авиации.
В ночь с 26 на 27 февраля американская авиация нанесла удары по длинным иракским колоннам, выходившим из Кувейта, на шоссе 80. Бомбардировкам подверглись приблизительно 1400 машин на основном шоссе севернее Эль-Джахры и ещё около 400 в районе прибрежной дороги — последние принадлежали в основном элитной 1-й танковой дивизии «Хаммурапи» Республиканской гвардии Ирака. По сравнению с основным шоссе 80 на приморской трассе было больше военной техники — «танки и бронемашины, гаубицы и зенитные орудия, грузовики для перевозки боеприпасов и машины скорой помощи». Многие танки перевозились на танковых транспортерах и были уничтожены или просто брошены на шоссе — в одном месте союзники уничтожили 50 танков T-72; в другом месте группа из 40 танков была просто оставлена. Собственные танки и бронетехника союзников перекрыли шоссе 80 к северу, надеясь помешать бегству выживших, впрочем, без особого успеха: в плен сдалось лишь 450 иракских солдат. При осмотре колонн огнём иракских снайперов был убит американский сержант и ещё один солдат получил ранение. Брошенные машины и гражданское имущество разграблялось американскими военнослужащими и кувейтскими гражданскими.
Число жертв на «шоссе смерти» остаётся невыясненным. Фотограф Питер Тёрнли, прибывший на шоссе на следующее же утро после прекращения военных действий на «милю смерти», отмечал, что видел и сфотографировал множество тел и американских военных, хоронивших их в больших могилах. Журналисты «Вашингтон пост», побывавшие на основном шоссе, насчитали там от 200 до 300 трупов; о последствиях атаки на приморском шоссе «Вашингтон Пост» также сообщала, что там осталось остовы 400 единиц техники и «три дюжины тел». Журналист Los Angeles Times Боб Дрогин видел на том же приморском шоссе «многие десятки» (англ. scores) трупов. Ливано-американская журналистка Джойс Чедиак утверждала, что на шоссе остались «тела десятков тысяч иракских солдат» — эта оценка, вероятно, была основана на общем числе солдат, отступавших из Кувейта, и небольшом количестве захваченных пленных. В 2003 году исследование Project on Defense Alternatives американской организации The Commonwealth Institute оценивало общее количество погибших в обеих колоннах в 800—1000 человек, и максимальные потери должны были понести голова и хвост каждой колонны.

## Оценка события

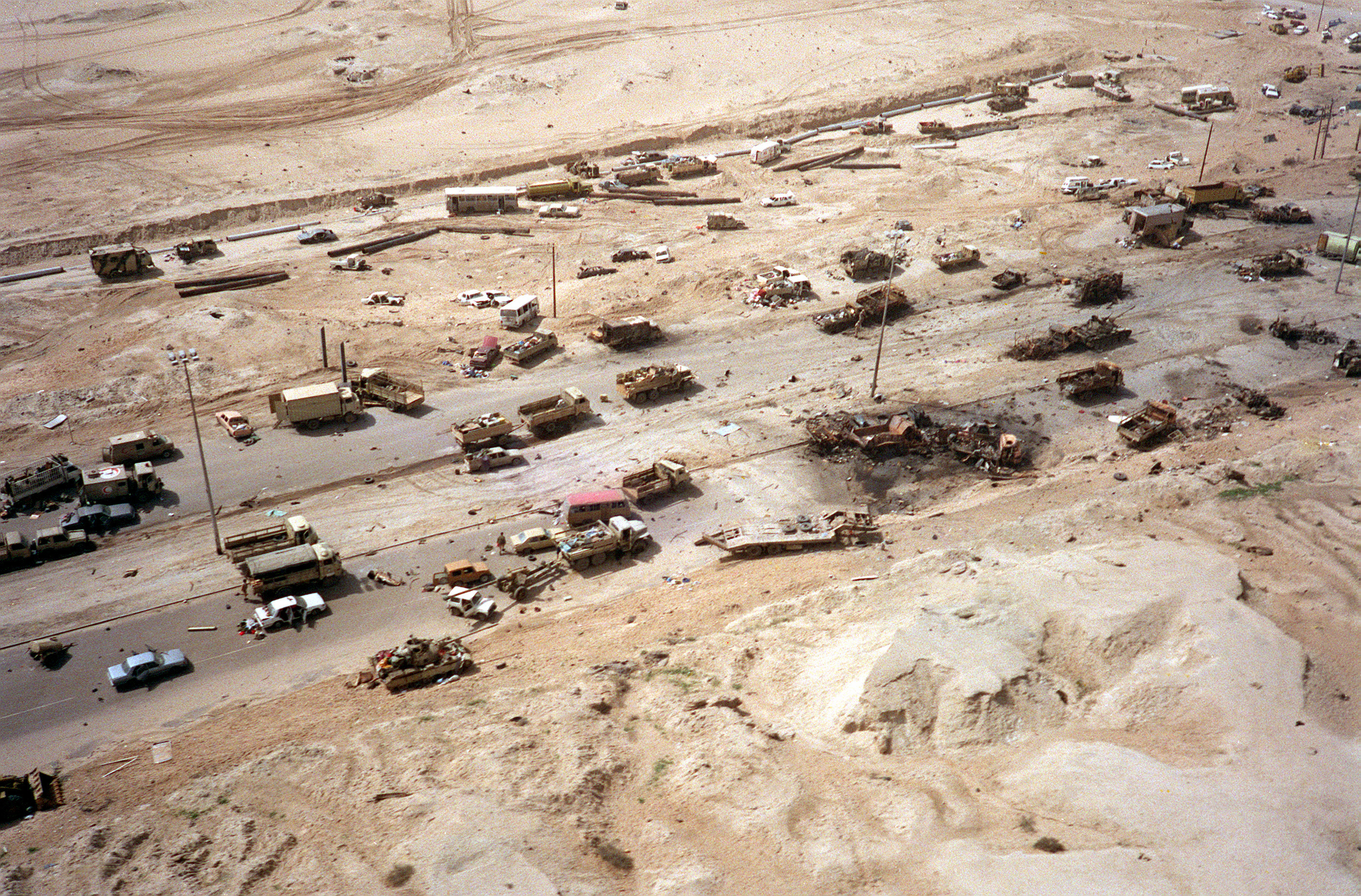
Брошенная и уничтоженная техника на «шоссе смерти», вид с воздуха.

Указанное событие, помимо очевидного военно-стратегического эффекта, вызвало значительный политический резонанс. Администрация Буша заявляла о том, что нанесла удар по отступавшим иракским войскам, поскольку те производили перегруппировку для продолжения боевых действий. Это обстоятельство является единственным основанием для нанесения подобного удара, в соответствии с международным правом. Главнокомандующий силами Многонациональной коалиции генерал Норман Шварцкопф так объяснял решение о нанесении ударов по отступающим войскам:
Первая причина… потому что на этом шоссе было много военной техники, и я отдал распоряжение всем своим командирам, что я хочу, чтобы была уничтожена каждая единица иракской техники, которую мы можем уничтожить… Во-вторых, это была не группа невинных людей, пытавшихся перебраться через границу назад в Ирак. Это была группа насильников, убийц и головорезов, которые насиловали и грабили в центре Кувейт-Сити, а теперь пытались выбраться из страны, прежде чем их поймают.
После окончания боевых действий акция по уничтожению иракских войск на «шоссе смерти» подверглась критике со стороны ряда западных комментаторов. Некоторые критики, в частности, бывший генеральный прокурор США Рэмси Кларк и созданная им «Следственная комиссия Международного трибунала по военным преступлениям» назвали происшедшее военным преступлением и обвиняли американских военных в нарушении Женевских конвенций о защите гражданского населения в военное время.

## «Шоссе смерти» после войны
Шоссе 80 было отремонтировано в конце 1990-х годов. В 2003 году оно использовалось американскими и британскими войсками во время вторжения в Ирак.

## В культуре
- В 1991 году The Guardian поручил британскому антивоенному поэту Тони Харрисону почтить память о войне и, в частности, о «Шоссе смерти»[12]. Его стихотворение «Холодное пришествие» началось с экфрастического представления фотографии, сделанной на шоссе 80 фотожурналистом Кеннетом Джареком.
- Сцена на «шоссе смерти» присутствует в фильме «Морпехи».
- В фильме «Браво Два Ноль» (в России известен как «Буря в пустыне») показаны несколько секунд документальных съёмок разбитой техники на «шоссе смерти».
- В игре «Splinter Cell:Conviction» есть миссия на «Дороге смерти»
- В игре «Battlefield 3» «шоссе смерти» можно увидеть в главе Thunder Run.
- В игре Саll of Duty: Modern Warfare (2019) действие одной из миссий происходит на «шоссе смерти», напоминающем свой реальный прообраз, но помещённом в вымышленную страну Урзыкстан, причем в соответствии с сюжетом игры колонну беженцев и военных на шоссе разбомбила российская авиация. В России такая интерпретация вызвала негодование как в СМИ, так и социальных сетях[13][14]. Разработчики из студии Infinity Ward, отвечая на упреки, говорили, что изображают в игре не какой-то конкретный конфликт, а вымышленный, используя темы «за последние 50 лет» — события, которые происходят в мире снова и снова, и не стремятся изобразить какую-то сторону как хорошую или плохую[15]. Журналист Polygon Чарли Холл, комментируя ситуацию, писал: «потребители вне западных стран полагают, что этот неприкрыто прозападный вымысел направлен против них, а потребители в западных странах — что их пытаются обмануть искажением фактов, без пяти минут пропагандой»[13].